# Friesickestraße
Die Friesickestraße ist eine Nebenstraße im Berliner Ortsteil Berlin-Weißensee des Bezirks Pankow. Sie liegt im Weißenseer Gründerviertel, dessen Straßen und Plätze nach Personen benannt sind, die sich um die Entwicklung und den Ausbau von Weißensee während der Gründerzeit verdient gemacht haben.

## Verlauf
Die Friesickestraße beginnt an der Streustraße, kreuzt die Langhansstraße und die Charlottenburger Straße und endet an der Pistoriusstraße. Auf der gesamten Strecke liegt die Geschwindigkeitsbegrenzung bei 30 km/h.
Die Zählung der Grundstücke erfolgt in Hufeisennummerierung. Sie beginnt an der Ostseite der Friesickestraße Ecke Streustraße 45 mit der Nummer 6 und dem genutzten Grundstück Nr. 7, läuft zum Grundstück Frieseckestraße 26/Pistoriusstraße 104 und führt an der Nordwestseite der Straße von 27 bis 47 zurück. Die kreuzenden Querstraßen sind mit den anliegenden Grundstücken nummeriert. Für die Friesickestraße verbleiben um die Langhansstraße die Nummern 9 und 11 und gegenüber an der Südwestecke das Wohneckhaus 43. Um die Charlottenburger Straße bildet das Grundstück Friesickestraße 19 / Wohnhaus Charlottenburger Straße 104 die Südost- und das Wohnhaus Charlottenburger Straße 43 die Nordostecke. Die gegenüberliegende Straßenseite besteht aus dem Eckhaus Friesickestraße 33/Charlottenburger Straße 44 und an der Südwestecke aus der brachen Grundstücksfläche Friesickestraße 36.

## Geschichte
Die Friesickestraße wurde 1874 angelegt und nach dem Juristen und Kommunalpolitiker Adolph Friesicke (1837–1907) benannt. Er war Grundbuchrichter und Amtsgerichtsrat in Weißensee und alle Bodenankäufe und Bodenverkäufe liefen über das zuständige Grundbuchamt III und durch Friesickes Hände. Sie wurde am 17. September 1875 für öffentlich erklärt. Ursprünglich war die Friesickestraße zwischen Weichteilgrenze Berlins zu Neu-Weißensee und der Pistoriusstraße markiert, an letzterer bestand bereits die Friedhofsfläche. Am südlichen Ende war die Trasse auf Berliner Territorium hinüber vorgesehen und schloss an das Raster des Hobrechtplans (Straße 22) an. Eine spätere Führung von der Ostseestraße nach Nordosten war geplant, wurde nur ab der Weißenseer Ortsteilgrenze ausgeführt. Die Trassenplanungen auf der Seite von Prenzlauer Berg gingen in die Gubitzstraße ein und wurden mit deren Wohnhäusern an beiden Seiten realisiert. Die zögerliche Wohnbebauung an der Weißenseer Grenze zu Berlin führte entlang der Lehderstraße zu kleinteiligen Gewerbegrundstücken. Beim Wiederaufbau nach dem Zweiten Weltkrieg wurde die Friesickestraße  durch den Ausbau des Industriegeländes um die Lehderstraße südlich an der Streustraße verkürzt. Der vorherige Straßenverlauf ist in der Grundstückeinteilung noch zuerkennen, so zwischen Lehderstraße 35 und 36 und gegenüber mit dem Grundstück Lehderstraße 85a. Die Grundstücke der Friesickestraße 1–5 und 48–51 zwischen Streustraße und der Ortsteilgrenze Prenzlauer Berg/Weißensee gingen in diesem Gewerbegebiet auf.
Am 28. August 1910 wurde die baptistische Immanuel-Kapelle in der Friesickestraße 15 eingeweiht. Diese Kapelle besitzt im Gottesdienst der Evangelisch-Freikirchlichen Gemeinde (Baptisten) Berlin-Weißensee Zuspruch vor allem aus dem Berliner Osten mit einer Mitgliederzahl bei 160. Im Zweiten Weltkrieg wurde die Kapelle ebenso wie zahlreiche Wohngebäude an der Friesickestraße stark zerstört. Nur 20 Prozent der historischen Bausubstanz blieben erhalten. In den 1950er und 1960er Jahren wurden neue, meist zwei- oder dreigeschossige Wohnhäuser – teilweise als Lückenbauten – errichtet. Die Friesickestraße gehörte jedoch zu einem Quartier Berlin-Weißensees, das in den 1970er und 1980er Jahren verfiel. Auch nach der Wende 1990 bekam die Friesickestraße keine Beachtung und die Bausubstanz an der Friesickestraße verfiel weiter. Der Berliner Senat beschloss eine Renovierungsaktion der Wohnhäuser in Weißensee, die Friesickestraße gehörte nicht zum Sanierungsgebiet.
In den 1890er Jahren siedelte sich in der Friesickestraße Ecke Langhansstraße eine Glasfabrik an. Nach der deutschen Wiedervereinigung 1990 wurde die Glasfabrik geschlossen. In den 2000er Jahren erfolgte der Abriss des maroden Fabrikgebäudes der stillgelegten Glasfabrik.
Das Haus Nummer 17 wurde nach 2000 renoviert und die Kunstgießerei Marco Flierl zog ein. Das Anwesen Nummer 18 wurde in den Jahren 2006/2008 durch den Eigentümer und Fotodesigner Peter Gregor renoviert. Im Mai 2009 zog das Kreativzentrum Friesicke18.de ein, zudem wurde die loftgalerie für Fotografie eröffnet.
Im Adressbuch 1900 (25 Jahre nach Öffentlicherklärung) ist die Friesickestraße für den Berliner Vorort Neu-Weißensee aufgenommen. Die Grundstückszählung beginnt an der Langhansstraße mit den Grundstücken 1–7a befinden sich zur Charlottenburgerstraße fünf Wohnhäuser mit einer Partei und drei Sechsparteienwohnhäuser, sowie die Baustelle eines Schiffseigner auf 4. Zur Pistoriusstraße sind die unbebauten Grundstücke (Baustelle) 8/10 und 11/13 aufgeführt, gegenüber sind auch 14–18 als Baustelle eingetragen und das Eckgrundstück 19 gehört zur Charlottenburger Straße 61, dieses ist ein Sechsparteienmietshaus. Zur Langhansstraße bestehen die Grundstücke 20, 23 und 24–27 unbebaut als Baustelle notiert und dazwischen die beiden Mietshäuser 21 und 22.
Laut Adressbuch von 1943 beginnt die Friesickestraße an der Streustraße. Die Grundstücke 1–5 existieren nicht und 6–9 gehört zur Langhansstraße 112 und jenseits der Kreuzung gehört das Grundstück 10 zur Langhansstraße 42. Das Haus 11 ist ein kleines Wohnhaus, auf 12/13 folgt der Gewerbebau der Berliner Modell-Industrie und Maschinenfabrik Hasse. Nach dem 20-Familienhaus 14, gehört Nummer 15 der Baptistengemeinde, außer dem Prediger noch von vier Mietparteien bewohnt. Zur Charlottenburger Straße hin befinden sich die kleinen Wohnhäuser 16 und 17 und die Achtparteienhäuser 18 und 19. Dem Grundstück 20 mit einem Fuhrgeschäft an der Charlottenburger Straße folgen zur Pistoriusstraße auf 21 und 22 und auf 25/26 Baustellen, dazwischen die Miethäuser auf 23 und 24. Die Gegenseite wird von dem Mietshäuserblock aus der Pistoriusstraße mit 28 und 29 bestimmt, 30 wiederum als Baustelle, 31 das Haus eines Bauunternehmers, 32 und 33 wiederum fünfgeschossig Mehrfamilienwohnhäuser in geschlossener Bauweise in die Charlottenburger Straße hinein, über diese hinweg folgt auf der Holzplatz 34/35 (zusammen mit Langhansstraße 43/47) der Hutformenfabrik, anschließend ein unbebautes Grundstück 36 (Baustelle) und auf 37 das Wohnhaus und 37/42 Industriegelände der „Akt.Ges. Warnicke & Böhm Lacke und Farben“ bis an die Langhansstraße. Danach das Mietshaus Friesickestraße 43/44 und Langhansstraße 111 (24 Mietparteien). Bis zur Streustraße stehen die Mietshäuser 44 und 45/46 (letzteres auch Streustraße 46) des Charlottenburgers Mallwitz, dessen Profession mit Eigentümer benannt ist.

## Verkehrsanbindung
Die Friesickestraße ist mit nach ihr benannten Haltestelle an das Berliner Straßenbahnnetz angebunden. Die Haltestelle Friesickestraße liegt in der Langhansstraße, die von den Linien 12 und M13 befahren wird. Im Nachtverkehr verkehrt die Nachtbuslinie N26. Zugang besteht auch durch die Buslinie in der Pistoriusstraße.